# Tecelão-de-bico-grosso
Tecelão-de-bico-grosso (Amblyospiza albifrons) é uma espécie de ave da família Ploceidae. É um monotípico dentro do género Amblyospiza.
Pode ser encontrada nos seguintes países: Angola, Benin, Botswana, Burundi, Camarões, República Centro-Africana, República do Congo, República Democrática do Congo, Costa do Marfim, Guiné Equatorial, Etiópia, Gabão, Gana, Guiné, Quénia, Libéria, Malawi, Moçambique, Namíbia, Nigéria, Ruanda, Senegal, Serra Leoa, Somália, África do Sul, Sudão, Essuatíni, Tanzânia, Togo, Uganda, Zâmbia e Zimbabwe.